# Rudolf Olden
Rudolf Olden (ur. 14 stycznia 1885 w Szczecinie, zm. 18 września 1940 na Atlantyku) – niemiecki prawnik i dziennikarz.
Po maturze i studiach prawniczych Olden aktywnie uczestniczył w I wojnie światowej. Wskutek doświadczeń wojennych stał się pacyfistą i pisał dla wiedeńskiego pisma „Der Friede”. Od 1926 pracował dla „Berliner Tageblatt”, pisywał dla „Die Weltbühne”, „Das Tagebuch” i „Die Menschenrechte”. Jednocześnie pracował jako radca prawny i adwokat, broniąc m.in. Carla von Ossietzky’ego. Czynnie zaangażowany w obronę praw człowieka.
Po dojściu do władzy Adolfa Hitlera i nazistów zdołał uniknąć aresztowania po pożarze Reichstagu i niezwłocznie udał się zagranicę. Przebywał w Pradze, Paryżu i Londynie. Pisał dla niemieckiej prasy emigracyjnej, m.in. „Das Neue Tage-Buch”, „Pariser Tageblatt”, „Argentinisches Tageblatt”, „Die Sammlung” czy „Das Wort”. Prowadził wykłady na London School of Economics i na uniwersytecie w Oxfordzie. Od 1934 członek Niemieckiego Centrum PEN na uchodźstwie. W 1936 odebrano mu obywatelstwo niemieckie. Po wybuchu II wojny światowej internowany w Wielkiej Brytanii. Przyjął zaproszenie do pracy na uczelni amerykańskiej – New Yorker School for Social Research. Zginął wraz z żoną w drodze do Nowego Jorku po tym, jak statek „City of Benares” został zatopiony przez niemieckiego U-Boota U-48.